# Římskokatolická farnost Štěpánovice
Římskokatolická farnost Štěpánovice je územní společenství římských katolíků v rámci vikariátu České Budějovice - venkov českobudějovické diecéze.

## O farnosti

### Historie
V roce 1357 je ve Štěpánovicích doložena plebánie. Místní duchovní správa později zanikla a Štěpánovice se staly filiálkou Ledenic. Štěpánovická farnost byla obnovena v roce 1738. Ve 20. století přestal být do farnosti ustanovován sídelní duchovní správce. Farnost začala být spravována odjinud. V obci Libín v letech 2010–2013 a znovu od r. 2016 působí lokální duchovní správce (rektor tamního filiálního kostela).

#### Přehled duchovních správců
- 2007–2013 R.D. Jan Doležal (administrátor ex currendo z Lišova)
  - 2010–2013 D. Hubert Zdislav Pešat, O.Praem. (rektor filiálního kostela v Libíně, † 18. prosince 2013)
- od r. 2013 R.D. Mgr. Marcin Krysztof Chmielewski (administrátor ex currendo z Lišova)
  - od r. 2016 J.M. can. František Halaš (rektor filiálního kostela v Libíně)

### Současnost
Farnost je součástí kollatury farnosti Lišov, odkud je vykonávána její duchovní správa.
| Kostel                              | Místo         | Bohoslužba                 | Bohoslužba             | Poznámka        |
| ----------------------------------- | ------------- | -------------------------- | ---------------------- | --------------- |
| Kaple Panny Marie Lourdské          | Horní Miletín | neslouží se pravidelně     | neslouží se pravidelně | obecní kaple    |
| Kostel Nejsvětějšího Srdce Ježíšova | Libín         | neděle                     | 9.00                   | filiální kostel |
| Kostel Nanebevzetí Panny Marie      | Štěpánovice   | neděle středa 1x za 14 dní | 11.00 18.00            | farní kostel    |
| Kaple                               | Zvíkov        | neslouží se pravidelně     | neslouží se pravidelně | obecní kaple    |